# Tajir Kamaletdinov
Tajir Kamaletdinov –en ruso, Тахир Камалетдинов– (8 de octubre de 1965) es un deportista soviético que compitió en piragüismo en la modalidad de aguas tranquilas. Ganó dos medallas en el Campeonato Mundial de Piragüismo: plata en 1985 y bronce en 1987, ambas en la prueba de C1 10 000 m.

## Palmarés internacional
| Campeonato Mundial | Campeonato Mundial | Campeonato Mundial | Campeonato Mundial |
| Año                | Lugar              | Medalla            | Evento             |
| ------------------ | ------------------ | ------------------ | ------------------ |
| 1985               | Malinas (Bélgica)  | Medalla de plata   | C1 10 000 m        |
| 1987               | Duisburgo (RFA)    | Medalla de bronce  | C1 10 000 m        |